# Бирам, Артур
Артур (Ицхак бен Аарон) Бирам (нем. Arthur Biram, ивр. ארתור בִּירָם ‎; 13 августа 1878, Бишофсверда, Саксония — 5 июня 1967, Хайфа, Израиль) — еврейский просветитель, философ и учёный-библеист первой половины XX века. Пионер школьного образования в Палестине, основатель и первый директор школы «Реали» в Хайфе (1914—1948), лауреат Премии Израиля в области просвещения (1954).

## Биография
Артур Бирам родился в 1878 году в Бишофсверде (Саксония) в семье Адольфа (Аарона) и Евы Бирам, торговцев тканями; в дальнейшем семья Бирамов перебралась сначала в Дрезден, а затем в Берлин. В 13 лет мальчика отправили учиться в классическую гимназию в городе Хиршберг в Силезии, а в 1897 году он поступил в Берлинский университет. Там он изучал классические семитские языки и в 1902 году получил степень доктора философии с диссертацией по восточной религиозной философии. Одновременно Бирам учился в берлинской семинарии для раввинов, в 1904 году получив соответствующую лицензию. В годы учёбы он присоединился к сионистскому движению и в 1898 году стал одним из основателей клуба «Бар-Кохба».
По окончании семинарии Бирам короткое время провёл в качестве раввина еврейской общины Потсдама, но быстро пришёл к выводу, что это занятие его не привлекает и решил продолжить образование в области педагогики. Он сдал экзамен на лицензию старшего учителя в 1908 году и несколько лет преподавал языки в классических гимназиях Пруссии. В 1913 году к нему обратился Шмария Левин — один из инициаторов создания Технологического института в Хайфе — и предложил ему возглавить планируемое реальное училище при новом институте. Бирам, мечтавший о работе в Земле Израильской, принял это предложение.
Первоначально предполагалось, что преподавание в училище будет вестись по-немецки. Однако именно в это время в еврейском ишуве в Палестине разгорелась «языковая война», и в итоге проект реального училища перешёл от немецко-еврейской частной организации «Эзра» в ведение Всемирной сионистской организации, которая в свою очередь предложила Бираму организовать преподавание на иврите — языке, одним из лучших знатоков которого он был. Школа «Реали» в Хайфе открылась в 1914 году. В это время в ней насчитывалось 60 учащихся и трое преподавателей, а в качестве столов и стульев использовались доски, ящики из-под мыла и бочки из-под горючего. Помещение для школы предоставила хайфская синагога «Хадарат-Кодеш».
Вскоре после открытия школы началась мировая война, и Бирам, как подданный Германии, был мобилизован в имперскую армию. Он участвовал в боях на Восточном фронте в качестве рядового, а затем был снова направлен в Палестину как офицер, ответственный за перевозки на ближневосточном фронте. Проведя некоторое время в Халебе, он и там организовал еврейскую школу. Вернувшись по окончании войны в Палестину, он обнаружил, что должность директора «Реали» временно занята и сам в течение года замещал Давида Елина в качестве директора учительской семинарии в Иерусалиме. В это же время он участвовал в планировании учительских курсов при Еврейском университете в Иерусалиме; он также активно участвовал в работе союза учителей Палестины и был организатором первого в стране съезда школьных учителей. Перед началом учебного 1919/1920 года преподаватели школы «Реали» официально обратились к нему с просьбой вернуться на пост директора, и Бирам снова возглавил эту школу.
В первые четыре года после возвращения в «Реали» Бирам пытался внедрить там прогрессивные методы обучения, знакомые ему по Германии — «молодёжную культуру» по методу Винекена и систему трудового обучения Кершенштейнера, однако эти эксперименты успехом не увенчались. В следующие восемь лет в «Реали» была внедрена система «мехинот» — в первые четыре года ученики проходили общеобразовательную программу, а затем вводились разные тематические направления (поначалу гуманитарное и реальное, а в дальнейшем и другие), число предметов которых уменьшалось к концу учёбы с целью более глубокого изучения каждого. Помимо этого особое внимание уделялось трудовому обучению и физической культуре, которые Бирам считал обязательными для гармоничного развития ребёнка (на преподавательнице физкультуры Хане Томашевской он в дальнейшем женился); после Хевронского погрома 1929 года был введён обязательный курс самообороны. Расширенный курс физической культуры, преподаваемый в «Реали», в дальнейшем был принят на вооружение другими средними школами ишува. Репутация «Реали» стала настолько высокой, что в школу присылали учеников из других населённых пунктов Палестины, которых селили в специально для этого созданном интернате (в 1923 году размещавшемся в двух палатках, а впоследствии перебравшемся в постоянное здание). Сама школа переехала в современное здание, которое начали строить ещё для немецкого реального училища. После начала прибытия репатриантов Пятой алии число учащихся почти утроилось, достигнув 1200 человек в 34 классах. Обучение шло уже не только в основной школе, но и в её филиалах — в хайфском квартале Ахуза, в Кирьят-Моцкине, в Тверии и в сельскохозяйственной школе Пардес-Ханы. В 1930-е годы Бирам выступал с инициативами широкомасштабных реформ всего школьного обучения в Палестине. Среди предлагавшихся им мер были централизованная национальная система выпускных экзаменов и разделение школьного обучения на начальное и полное среднее; первое предложение было отвергнуто властями ишува из боязни, что оно приведёт к контролю британских мандатных властей над еврейским образованием, а второе (так называемая «система 6+6») было формально принято в 1937 году, но из-за сопротивления руководства других школ вступило в силу только в 1968 году.
На протяжении всего срока руководства школой сам Бирам преподавал в её старших классах «Танах». Несмотря на репутацию строгого учителя и поборника дисциплины, он пользовался любовью своих учеников. В 1948 году он ушёл с поста директора школы «Реали», на котором его сменил Йосеф Бентвич. Некоторое время Бирам возглавлял открытый по его инициативе при школе колледж учителей начальных классов, но в возрасте семидесяти лет оставил и этот пост, сохранив, однако, за собой место в правлении школы. К его 75-летию был издан сборник его очерков в области библеистики, а в 1954 году он стал лауреатом Премии Израиля в области образования.
От брака Артура Бирама с Ханой Томашевич родились два сына — Аарон и Биньямин. Оба они погибли: Аарон в результате несчастного случая во время прохождения резервистской службы, а Биньямин, ставший инженером на «Заводах Мёртвого моря» — подорвавшись на мине. Имя Аарона Бирама было присвоено открытой в 1953 году военной школе-интернату, основанной при деятельном участии Артура Бирама. Артур Бирам умер 5 июня 1967 года — в день начала Шестидневной войны. Его имя носит отделение школы «Реали» на горе Кармель и расположенная неподалёку улица Хайфы.